# Liste der Bodendenkmale in Heemsen
In der Liste der Bodendenkmale in Heemsen sind die Bodendenkmale der niedersächsischen Gemeinde Heemsen aufgeführt. Die Quelle ist der Denkmalatlas Niedersachsen. 

Heemsen im Landkreis Nienburg

Der Stand der Liste ist der 13. Januar 2025.

## Allgemein
In den Spalten finden sich folgende Informationen des Bodendenkmales:
Lagegeographische Koordinaten
BezeichnungBezeichnung lt. Denkmalatlas
BeschreibungBeschreibung lt. Denkmalatlas
IDObjekt-ID
BildBild, ggf. zusätzlich mit Link zu weiteren Fotos im Medienarchiv Wikimedia Commons.

## Anderten

### Anderten 8
- ID:39146697
- Gruppe von 21 Grabhügeln (davon 17 in der Gmkg. Stöcken) mit 10 – 30 m Dm. und 0,6 – 2,5 m H., überwiegend gut erhalten.

| Lage                        | Bezeichnung | Beschreibung                                                                                      | ID       | Bild |
| --------------------------- | ----------- | ------------------------------------------------------------------------------------------------- | -------- | ---- |
| 52° 45′ 25″ N, 9° 19′ 47″ O | Anderten 8  | Durchmesser ca. 19 m und Höhe ca. 1,6 m, rund, mit Kuppenmulde, direkt an einer Schneise gelegen. | 36174539 | BW   |
| 52° 45′ 25″ N, 9° 19′ 46″ O | Anderten 9  | Durchmesser ca. 17 m und Höhe ca. 1 m, rund, fünf kleine Anstiche im Hügelmantel.                 | 36174579 | BW   |
| 52° 45′ 26″ N, 9° 19′ 47″ O | Anderten 10 | Durchmesser ca. 18 m und Höhe ca. 0,9 m, mehrere alte Kopfstiche und Suchgräben.                  | 36174620 | BW   |
| 52° 45′ 27″ N, 9° 19′ 45″ O | Anderten 11 | Durchmesser ca. 17 m und Höhe ca. 1,1 m.                                                          | 36174749 | BW   |
| 52° 45′ 27″ N, 9° 19′ 45″ O | Anderten 12 | Durchmesser ca. 17 m und Höhe ca. 1,1 m.                                                          | 36174749 | BW   |
| 52° 45′ 23″ N, 9° 19′ 45″ O | Anderten 13 | Durchmesser ca. 15 m und Höhe ca. 0,9 m.                                                          | 36174413 | BW   |
| 52° 45′ 24″ N, 9° 19′ 44″ O | Anderten 14 | Durchmesser ca. 16 m und Höhe ca. 1 m.                                                            | 36174483 | BW   |

## Gadesbünden
| Lage                        | Bezeichnung                       | Beschreibung | ID       | Bild |
| --------------------------- | --------------------------------- | --- | -------- | ---- |
| 52° 43′ 46″ N, 9° 17′ 15″ O | Gadesbünden 3, Grabhügel          | Durchmesser ca. 12 m und Höhe ca. 1 m, im Süden angepflügt. | 36205245 | BW   |
| 52° 43′ 31″ N, 9° 15′ 35″ O | Gadesbünden 9, Wallhecke/Sandfang | Bis zu 16 m Breite, Höhe nach Westen bis zu 2 m. Auf und unmittelbar neben dem Wall eine ganze Reihe von kleinen Erhebungen, bei denen es sich um Dünenbildungen bzw. natürliche Strukturen handeln dürfte. | 36435210 | BW   |
| 52° 43′ 34″ N, 9° 15′ 45″ O | Gadesbünden 59, Grabhügel         | Durchmesser ca. 10 m und Höhe ca. 1 m. Etwas unförmig, teilweise steil geböscht, Eingrabung in der Mitte.                                                                                                   | 39791667 | BW   |
| 52° 43′ 34″ N, 9° 15′ 47″ O | Gadesbünden 60, Grabhügel         | Durchmesser ca. 10 m und Höhe ca. 1,2 m, steil geböscht. | 39791678 | BW   |
| 52° 43′ 42″ N, 9° 15′ 44″ O | Gadesbünden 62, Grabhügel         | Durchmesser ca. 19 m und Höhe ca. 1,5 m, rund, deutlich abgesetzt in sonst flachem Gelände. | 36322197 | BW   |

### Gadesbünden 33
- ID:39146697
- Gruppe von 21 Grabhügeln (davon 17 in der Gmkg. Gadesbünden) mit 10 – 30 m Dm. und 0,6 – 2,5 m H., überwiegend gut erhalten.

| Lage                        | Bezeichnung    | Beschreibung                                                                                      | ID       | Bild |
| --------------------------- | -------------- | ------------------------------------------------------------------------------------------------- | -------- | ---- |
| 52° 43′ 12″ N, 9° 15′ 28″ O | Gadesbünden 33 | Durchmesser ca. 19 m und Höhe ca. 1,6 m.                                                          | 36381568 | BW   |
| 52° 43′ 15″ N, 9° 15′ 27″ O | Gadesbünden 34 | Durchmesser ca. 9 m und Höhe ca. 0,6 m.                                                           | 36261573 | BW   |
| 52° 43′ 14″ N, 9° 15′ 28″ O | Gadesbünden 35 | Durchmesser ca. 18 m und Höhe ca. 1,8 m, mit einer alten Eingrabung.                              | 36261557 | BW   |
| 52° 43′ 15″ N, 9° 15′ 29″ O | Gadesbünden 36 | Durchmesser ca. 20 m und Höhe ca. 1,7 m, mit verflachter Kuppe.                                   | 36261542 | BW   |
| 52° 43′ 12″ N, 9° 15′ 30″ O | Gadesbünden 37 | Durchmesser ca. 20 m und Höhe ca. 1,8 m, mit alten Eingrabungen im nördlichen Bereich.            | 36261524 | BW   |
| 52° 43′ 10″ N, 9° 15′ 26″ O | Gadesbünden 38 | Durchmesser ca. 15 m und Höhe ca. 1,5 m, über den Hügel verläuft ein Grenzgraben.                 | 36434432 | BW   |
| 52° 43′ 6″ N, 9° 15′ 27″ O  | Gadesbünden 39 | Durchmesser ca. 15 m und Höhe ca. 1,2 m.                                                          | 36261238 | BW   |
| 52° 43′ 7″ N, 9° 15′ 28″ O  | Gadesbünden 40 | Durchmesser ca. 15 m und Höhe ca. 1,2 m.                                                          | 36261298 | BW   |
| 52° 43′ 7″ N, 9° 15′ 29″ O  | Gadesbünden 41 | Durchmesser ca. 18 m und Höhe ca. 1,1 m.                                                          | 36261364 | BW   |
| 52° 43′ 4″ N, 9° 15′ 25″ O  | Gadesbünden 42 | Durchmesser ca. 20 m und Höhe ca. 1,5 m, über den Hügel verläuft alter Grenzgraben.               | 36434629 | BW   |
| 52° 43′ 10″ N, 9° 15′ 27″ O | Gadesbünden 43 | Durchmesser ca. 15 m und Höhe ca. 1 m.                                                            | 36381591 | BW   |
| 52° 43′ 9″ N, 9° 15′ 28″ O  | Gadesbünden 44 | Durchmesser ca. 19 m und Höhe ca. 2 m, in der Mitte ein Kopfstich.                                | 36261472 | BW   |
| 52° 43′ 10″ N, 9° 15′ 29″ O | Gadesbünden 45 | Durchmesser ca. 11 m und Höhe ca. 0,7 m, mit altem Kopfstich.                                     | 36261487 | BW   |
| 52° 43′ 11″ N, 9° 15′ 28″ O | Gadesbünden 48 | Durchmesser ca. 11 m und Höhe ca. 0,7 m, annähernd rund, fast verwachsener Kopfstich.             | 39324049 | BW   |
| 52° 43′ 7″ N, 9° 15′ 29″ O  | Gadesbünden 49 | Durchmesser ca. 10 m und Höhe ca. 0,5 m, annähernd rund, Kleine Kuppenmulde.                      | 39324064 | BW   |
| 52° 43′ 6″ N, 9° 15′ 26″ O  | Gadesbünden 50 | Größe ca. 11 × 9 m und Höhe 0,5 m, annähernd oval, Kuppenmulde.                                   | 39324072 | BW   |
| 52° 43′ 17″ N, 9° 15′ 31″ O | Gadesbünden 51 | Durchmesser ca. 31 m und Höhe ca. 2,5 m, annähernd rund, abgeflachte Kuppe, Ränder gut abgesetzt. | 39324124 | BW   |

### Gadesbünden 55
- ID:45366748
- Grabhügelfeld.

| Lage                        | Bezeichnung    | Beschreibung | ID       | Bild |
| --------------------------- | -------------- | --- | -------- | ---- |
| 52° 43′ 18″ N, 9° 15′ 39″ O | Gadesbünden 55 | Durchmesser ca. 13 m und Höhe ca. 0,8 m, zentraler großer Kopfstich, schwach abgesetzter Rand.                   | 39791610 | BW   |
| 52° 43′ 16″ N, 9° 15′ 39″ O | Gadesbünden 56 | Durchmesser ca. 10 m und Höhe ca. 0,8 m, nach Südosten und Nordosten gut abgesetzt, sonst allmählich auslaufend. | 39791620 | BW   |
| 52° 43′ 16″ N, 9° 15′ 39″ O | Gadesbünden 57 | Durchmesser ca. 10 m und Höhe ca. 0,8 m.                                                                         | 39791632 | BW   |

## Heemsen
| Lage                        | Bezeichnung          | Beschreibung | ID       | Bild |
| --------------------------- | -------------------- | --- | -------- | ---- |
| 52° 41′ 40″ N, 9° 16′ 42″ O | Heemsen 8, Brunsburg | Lehnt sich südöstlich an die Aue der zur Aller fließenden Wölpe an, im Westen an eine weitere Bachniederung, deren Gewässer in die Wölpe mündet. Die Hauptburg liegt im Nordosten. Gegen Südwesten schützt ein 125 m langer, über 20 m breiter und bis zu 2,3 m hoher Sandwall mit vorgelegtem Graben von 3 – 4 m Breite und 0,5 m Tiefe, der einen leicht bogenförmigen Verlauf zeigt. Die übrigen Seiten der Hauptburg sind durch Randwälle geringer Breite und Höhe (bis 2 m) geschützt. | 36324570 |      |